# Marco Solari (Architekt)
Marco Solari genannt de Frixono oder da Carona (* ca. 1355 in Carona TI (Schweiz); † 8. Juli 1405 in Mailand) war ein italienischer Architekt und Ingenieur aus der italienischen Schweiz.

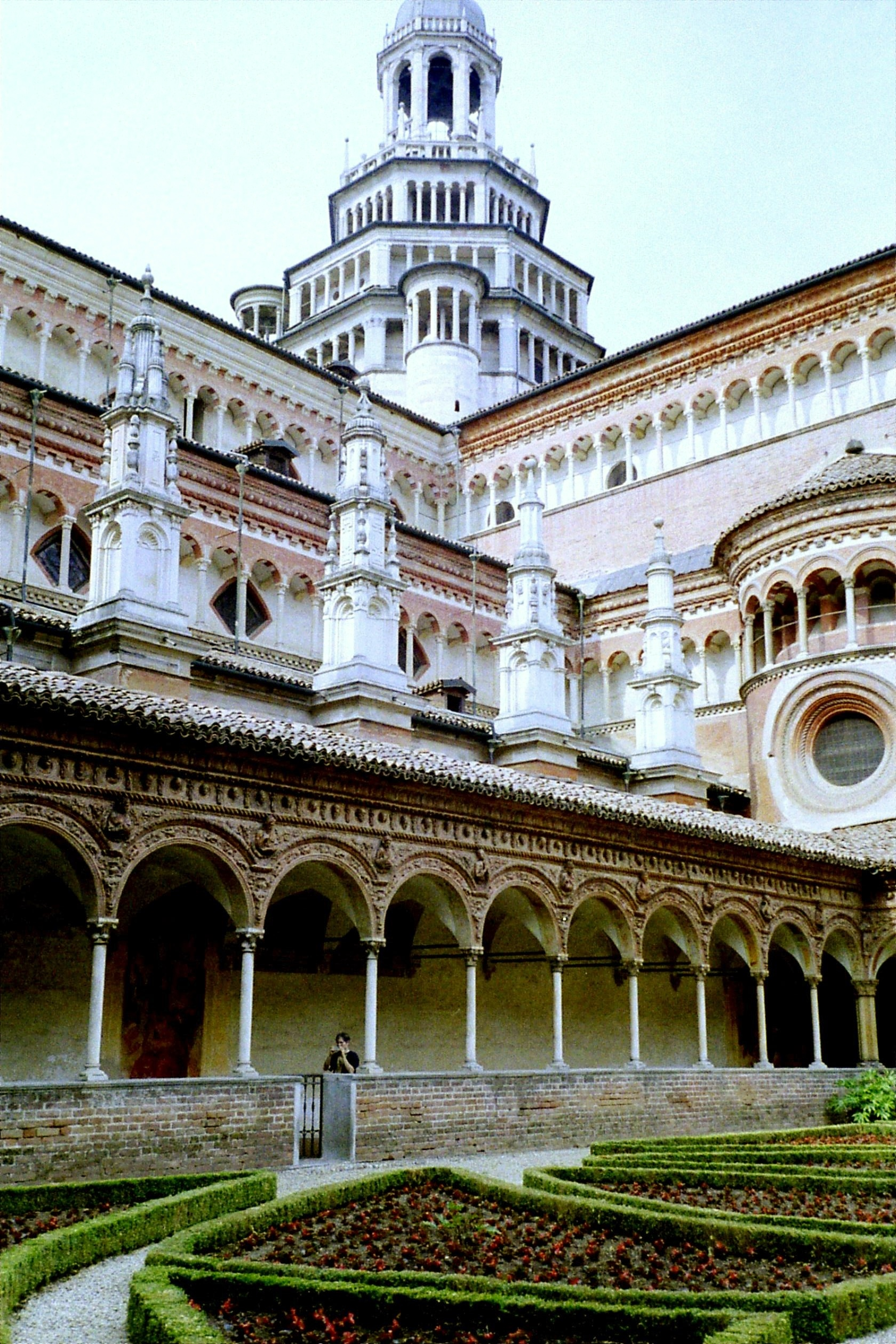
Certosa di Pavia

## Leben
Er war Vater der Architekten Giovanni Solari, Filippo, Andrea Solari Senior und Alberto; im Jahr 1387 wirkte er im Mailänder Dom als Bildhauer und Architekt; im Jahr 1395 projektierte er zusammen mit Giacomo da Campione die Certosa di Pavia.